# Mario Bolognetti
Mario Bolognetti (ur. 2 lutego 1691 w Rzymie, zm. 12 lutego 1756 tamże) – włoski kardynał.

## Życiorys
Urodził się 2 lutego 1691 roku w Rzymie, jako syn Ferdinanda Bolognettiego i Flavii Theodoli. W młodości został protonotariuszem apostolskim, klerykiem Kamery Apostolskiej, referendarzem Trybunału Obojga Sygnatur i relatorem Świętej Konsulty. 9 września 1743 roku został kreowany kardynałem diakonem i otrzymał diakonię Santi Cosma e Damiano. 13 grudnia przyjął święcenia diakonatu, a dwa dni później – prezbiteratu. W latach 1750–1754 był legatem w Romandioli. Zmarł 12 lutego 1756 roku w Rzymie.